# Spiżowa brama (książka)
Spiżowa brama. Notatnik rzymski – opublikowana w 1960 książka Tadeusza Brezy w formie dziennika przedstawiająca stosunki w Watykanie za panowania papieża Piusa XII.
Dzieło jest wynikiem pobytu Tadeusza Brezy na placówce dyplomatycznej w Rzymie i jego fascynacji wielkim wpływem Watykanu na różne dziedziny życia społecznego Włoch i innych państw. Powstało początkowo jako zbiór notatek pod planowaną powieść, z której autor ostatecznie zrezygnował, zachowując chronologiczny układ dziennika obejmującego zapiski rozpoczęte 6 czerwca 1956, a zakończone 10 listopada 1958. Poszczególne z tych notatek różnią się stylistycznie, przyjmując postać esejów, reportaży, portretów literackich, rozprawek, rozmów, wywiadów, a nawet nowel. Wszystkie one łączy zachwyt nad sprawnością działania watykańskich urzędów wyrażany tak przez pisarza, jak i jego interlokutorów. Brezę interesuje też rodzajowość codziennego ceremoniału i obrzędowości. Zawiera ją w opisach kompetencji poszczególnych kongregacji, zakresu ich działań, czy obsady personalnej. Jak w innych swoich dziełach kładzie nacisk mechanizmy ludzkich działań, a także współzależność psychologii i kultury. 
Breza ukazuje Watykan w newralgicznym momencie końca epoki Piusa XII, poprzedzającej przemiany wprowadzone przez papieża Jana XXIII, służące aggiornamento dostosowaniu Kościoła katolickiego do ery nowoczesnej. Książka została uhonorowana w 1962 (wspólnie z książką Listy hawańskie) nagrodą Ministra Kultury i Sztuki PRL. Jak podała w 1968 Spółdzielnia Wydawnicza „Czytelnik” do tego czasu przetłumaczono ją na 12 języków, a w Polsce w wielu wydaniach ukazała się do tamtego momentu w nakładzie 210 000 egzemplarzy.
Autor stara się przyjmować pozycje bezstronną, mimo że informację miesza z osądami. Dystansuje się od źródeł wolnomyślicielskich i antyklerykalnych. 